# روبرت إل. فريمان
روبرت إل. فريمان (بالإنجليزية: Robert L. Freeman)‏ هو سياسي أمريكي، ولد في 9 مارس 1956 في الولايات المتحدة. حزبياً، نشط في الحزب الديمقراطي. وقد انتخب عضو مجلس نواب بنسيلفانيا.